# Ивановский Увек
Ивановский Увек, известен также как Церковный Увек, Ивановское — упразднённое село, включённое в черту города Саратов. Ныне территория микрорайонов Увек и Новый Увек. Сохранилось Увекское кладбище, место погребения жителей Заводского района.

## Топоним
На карте межевания 1790-х указаны село Ивановское (Ивановский Увек) и сельцо Увек (Набережный Увек).
Обозначен на предвоенной карте 1941 года как Ивановский Увек, после войны территория обозначалась как Увек, после распада СССР на картах появился Новый Увек.

## География
Находилось примерно в трёх верстах от Увековской горы, на правом берегу Волги, возле селения Набережный Увек.

## История
Село входило в Александровскую волость Саратовского уезда Саратовской губернии.
В 1815 году на возвышенности построен каменный храм Храм Усекновения главы Иоанна Предтечи, с колокольней и тремя престолами: главный — в честь Усекновения главы Иоанна Предтечи, приделы — в честь Архистратига Божия Михаила и в честь святых первоверховных апостолов Петра и Павла.
В очерке «Прибрежный Увек» российский историк, краевед, этнограф, археолог, член Императорского Русского географического общества Александр Минх писал: «11 (24) августа 1879 выехал я с А. Я. Шабловским к нему на Увек. Весной, в разлив Волги, дорога обходит туда на Ивановский Увек. В настоящее время, проехав за Ильинским мостом город и Солдатскую слободу, мы ехали по берегу Волги. … За Князевской скоро переезжаем мостом речку Увековку. Вправо, версты две от берега, в её ложбине, видны избы Ивановского Увека, а на противоположной стороне реки поднялась белая церковь»".

## Инфраструктура
На горе в 19 веке проходила однодневная ярмарка, где торговали сласти, мед и ситец.
Был сталелитейный завод, сгоревший во время войны.